# Puszki z zupą firmy Campbell
Seria obrazów Puszki z zupą firmy Campbell (ang. Campbell’s Soup Cans), nazywana czasami 32 puszkami z zupą firmy Campbell (ang. 32 Campbell’s Soup Cans), to dzieło namalowane przez Andy’ego Warhola w 1962 roku. Składają się na nie trzydzieści dwa płótna, każde o wymiarach 51 × 41 cm, które przedstawiają puszkę z zupą firmy Campbell we wszystkich dostępnych w tamtych czasach smakach. Pojedyncze obrazy stworzono techniką serigrafii. Seria Puszki zupy firmy Campbell nawiązuje do tematów związanych z kulturą masową. Pomogła ona pop-artowi stać się najpopularniejszym nurtem artystycznym w Stanach Zjednoczonych.
Warhol, znany ilustrator reklamowy, a także pisarz, wydawca, malarz i reżyser filmowy, zaprezentował tę serię 9 lipca 1962 roku na swojej pierwszej indywidualnej wystawie w galerii sztuki Ferus w Kalifornii. Wystawa była zarazem debiutem pop-artu na Zachodnim Wybrzeżu. Połączenie na wpół zmechanizowanego procesu tworzenia, niemalarskiego stylu i przedmiotu masowej konsumpcji początkowo uznano za obraźliwe – praca w sposób bezpośredni przedstawiająca szary komercjalizm była wyraźną zniewagą techniki i filozofii ekspresjonizmu abstrakcyjnego. Ten nurt artystyczny dominował w Stanach Zjednoczonych po II wojnie światowej i dotyczył nie tylko wartości „sztuki pięknej” czy estetyki, lecz również upodobań mistycznych. Kontrowersje wywołały wiele dyskusji na temat wartości i etyki pracy Warhola. Zakwestionowano również jego motywy jako artysty, o których dyskutuje się nawet obecnie. Wyraźne publiczne zainteresowanie pomogło Warholowi przemienić się ze znakomitego ilustratora reklamowego z lat 50. w wybitnego artystę i ułatwiło mu wybicie się spośród innych wschodzących artystów zajmujących się sztuką popularną. Chociaż zainteresowanie jego pracami nie było natychmiastowe, nazwisko Warhola wkrótce zaczęto jednoznacznie kojarzyć z obrazami z puszkami z zupą Campbella.
Podczas trzech okresów swojej kariery Warhol stworzył również inne dzieła przedstawiające puszki ze słynną zupą czy rozmaite produkty ze świata reklamy i środków masowego przekazu. Obecnie tematyka puszek z zupą firmy Campbell dotyczy pierwszej serii obrazów, jak i późniejszych rysunków i prac Warhola ukazujących puszki. Ze względu na popularność serii, w skład których wchodziły prace o podobnej tematyce, Warhol stał się tak sławny, że był nie tylko najbardziej uznanym, lecz również najlepiej zarabiającym żyjącym amerykańskim artystą pop-artu.

## Wczesna kariera

### Scena nowojorska
Warhol przyjechał do Nowego Jorku w 1949 roku, zaraz po ukończeniu Szkoły Sztuk Pięknych (ang. School of Fine Arts) w Instytucie Technologii Carnegiego (ang. Carnegie Institute of Technology). Szybko osiągnął sukces jako ilustrator reklamowy – jego pierwsza ilustracja pojawiła się w 1949 roku w letnim wydaniu Glamour Magazine. W 1952 roku odbyła się jego pierwsza wystawa w Bodley Gallery, na której zaprezentował obrazy zainspirowane pracami Trumana Capotego. W 1955 roku odrysowywał wraz ze swoim asystentem Nathanem Gluckiem zdjęcia pożyczone z kolekcji Nowojorskiej Biblioteki Publicznej (ang. New York Public Library) i reprodukował je techniką, którą opracował podczas nauki w Instytucie Technologii w Carnegie. Technika ta była zwiastunem jego kolejnych prac i polegała na odciskaniu mokrych od farby ilustracji na papierze. W latach 50. Warhol miał regularne wystawy swoich ilustracji. W 1956 roku swoje prace wystawiał nawet w Muzeum Sztuki Nowoczesnej (ang. Museum of Modern Art) – wystawa zatytułowana była Recent Drawings (pol. Najnowsze rysunki).

### Pop-art

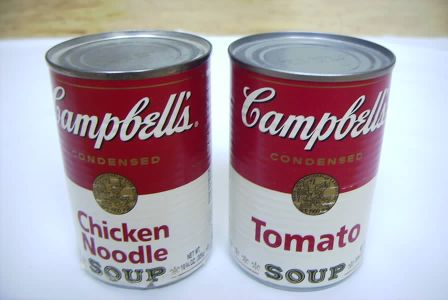
Puszki z zupą Campbella, na których wzorował się Andy Warhol, tworząc swoje prace.

W 1960 roku Warhol rozpoczął pracę nad pierwszymi płótnami, o tematyce związanej z komiksami. Pod koniec 1961 roku Florian Vecchi, współzałożyciel Tiber Press, nauczył go techniki sitodruku. Pierwszym krokiem jest narysowanie szablonu lub wykorzystanie do tego powiększonego zdjęcia, a następnie przyklejenie szablonu na jedwab. Niezależnie od wybranej metody przygotowania szablonu niezbędna jest wersja obrazku w pozytywie przygotowana na bazie kleju (pozytyw oznacza, że do wolnych przestrzeni dotrze farba). Na ogół farba drukowa rozprowadzana jest po siatce sitodrukowej w taki sposób, aby przeniknęła przez jedwab, a nie klej. Pierwszą pracą Warhola wykonaną techniką druku sitowego były banknoty jednodolarowe. Do ich namalowania artysta wykorzystał szablony – oddzielny do każdego koloru. Dopiero po stworzeniu serii, w skład której wchodziły puszki z zupą Campbella, Warhol zaczął przerabiać fotografie na formy sitodrukowe.
Techniką sitodruku Warhol tworzył również komiksy i obrazy przedstawiające produkty popartowe. Postanowił jednak zająć się puszkami z zupą, aby rzekomo uniknąć konkurowania z bardziej dopracowanym stylem Roya Lichtensteina. Sam Warhol powiedział kiedyś: „Muszę robić coś, co będzie wywierało wpływ na ludzi, co będzie wystarczająco inne od prac Lichtensteina i Jamesa Rosenquista, co będzie na tyle osobiste, że nie będzie wyglądało jak kopiowanie ich stylu.” W lutym 1962 roku Lichtenstein zaprezentował swoje komiksy na wystawie zorganizowanej w galerii Lea Castellego, czym zamknął Warholowi drzwi do wystawienia jego rysunków. Castelli przyszedł na wystawę Warhola w 1961 roku i powiedział, że prace, które zobaczył są zbyt podobne do twórczości Lichtensteina, mimo tego że artyści używali odmiennej techniki i tematyki (postacie z komiksów Warhola, jak na przykład Popeye, były dowcipnymi popkulturowymi karykaturami, natomiast Lichtenstein tworzył postacie na wzór stereotypowych bohaterów zainspirowane komiksami przygodowymi i miłosnymi). Castelli nie chciał reprezentować obu artystów. Jednak w 1964 roku wystawił dwie prace Warhola: reprodukcję kartonu z sokiem pomidorowym firmy Campbell z 1964 roku i pudełek z proszkiem Brillo. W 1966 roku Castelli ponownie wystawił prace Warhola. 17 kwietnia 1962 roku zorganizowano indywidualną wystawę Wayne’a Thiebauda w Allan Stone Gallery, przedstawiającą typowo amerykańskie produkty spożywcze. Wydarzenie to wzburzyło Warhola, gdyż zagrażało jego pracom ukazującym puszki z zupą. Artysta rozważał powrót do Bodley Gallery, ale dyrektorowi nie podobały się jego popartowe prace. W 1961 roku Allan Stone zaproponował Warholowi wystawę w 18 East 82nd Street Gallery, w której miał również uczestniczyć Rosenquist i Robert Indiana, jednak trójka artystów poczuła się obrażona taką propozycją i do wystawy nie doszło.
Pierwszym marszandem, który wystawił obrazy Warhola przedstawiające puszki zupy, był Irving Blum. Odwiedził on artystę w maju 1962 roku, po tym jak w tygodniku Time pojawił się artykuł zatytułowany „The Slice-of-Cake School” o Warholu, Liechtensteinie, Rosenquiście i Waynie Thiebaudzie (artykuł zawierał część sitodruku Warhola 200 One Dollar Bills (pol. 200 jednodolarowych banknotów)). Warhol był jedynym artystą, którego zdjęcie pojawiło się w artykule, co świadczy o jego talencie manipulacji środkami masowego przekazu. Blum widział wiele wariacji na temat puszek z zupą firmy Campbell, w tym serię One-Hundred Soup Cans (pol. Sto puszek z zupą). Był zszokowany, że Warhol nie ma wystawy w galerii, dlatego też zaproponował mu lipcowy pokaz w Ferus Gallery w Los Angeles. Była to pierwsza indywidualna wystawa popartowych prac Warhola. Ponadto Blum zapewnił artystę, że nowo powstały magazyn Artforum, którego biuro znajdowało się nad galerią, pokryje koszty wystawy. Wydarzenie to było nie tylko pierwszą solową wystawą Warhola, lecz również debiutem pop-artu na Zachodnim Wybrzeżu. Pierwsza indywidualna wystawa popartowych prac Andy’ego Warhola w Nowym Jorku była zorganizowana w galerii Stable Gallery należącej do Eleanor Ward w dniach 6–24 listopada 1962 roku. Przedstawiono na niej trzy prace Warhola: Marilyn Diptych (pol. Dyptyk Marilyn), Green Coca-Cola Bottles (pol. Zielone butelki Coca-Coli) i Puszki z zupą firmy Campbell.

## Premiera
Warhol wysłał Blumowi trzydzieści dwa płótna o wymiarach 51 × 41 cm przedstawiające puszki z zupą firmy Campbell. Każda puszka miała etykietkę z innym smakiem oferowanym w tamtych czasach przez producenta Campbell Soup Company. Płótna są do siebie podobne: na każdym widnieje realistycznie przedstawiona puszka, przeważnie w kolorach czerwono-białych, wykonana techniką sitodruku na białym tle. Niewielkie różnice widoczne są w napisach znajdujących się na etykietach. Wszystkie nazwy smaków zostały wykonane czerwonymi literami, jednak na czterech etykietach znajdują się dodatkowe czarne napisy w nawiasach. Pod napisem „Clam Chowder” można zauważyć drugi napis „Manhattan Style”, co oznacza, że zupa została zrobiona na bazie pomidorów i bulionu, a nie śmietany jak zupy w stylu New England; pod napisem „Beef” jest czarny napis „With Vegetable and Barley”; pod napisem „Schotch Broth” widnieje „A Hearty Soup”, a pod „Minestrone” znalazł się napis „Italian-Style Vegetable Soup”. Ponadto na dwóch puszkach z napisem „Beef Broth” i „Consommé” znajdują się odpowiednio dodatkowe czerwone napisy w nawiasach: „Bouillon” i „Beef”. Wielkość czcionki nie uległa wielkim zmianom, można jednak zaobserwować pewne różnice. Napis „Old-fashioned Tomato Rice” jest jedynym, w którym wykorzystano małe litery. Można odnieść wrażenie, że są one wręcz napisane inną czcionką. Co więcej, słowo „Soup” umieszczone jest nieco niżej, w miejscu, gdzie na pozostałych etykietach znajdują się ozdobne gwiazdki. Natomiast puszka z napisem „Cheddar Cheese” ma dwa dodatkowe hasła. Na środku etykiety złoty napisy głosi „Great As A Sauce Too!”. Po jego lewej stronie znajduje się mniejszy złoty napis „New!”.
Wystawa rozpoczęła się 9 lipca 1962 roku bez Warhola. Trzydzieści dwa płótna przedstawiające puszki z zupą umieszczono w jednej linii tak, żeby przypominały produkty na sklepowych półkach. W tamtym czasie wystawa nie wywarła wrażenia na publiczności, jednak współcześnie uważa się ją za punkt zwrotny w sztuce. Uczestnicy wystawy nie byli pewni, jaki jest jej cel. Dopiero artykuł Johna Coplansa w Artformie, do którego napisania częściowo natchnęła go wystawa sklepowa z tuzinami puszek z zupą w jednym ze sklepów w pobliżu galerii, zachęciła ludzi do zajęcia stanowiska w sprawie wystawy Warhola. W zasadzie niewielu ludzi widziało obrazy Warhola na wystawie w Los Angeles czy w jego atelier, jednak skandaliczne i kontrowersyjne wieści na ich temat szybko się rozeszły, ponieważ artysta próbował kopiować w swoich pracach wyroby przemysłowe. Długie dyskusje na temat środków i etyki skupiania uwagi na tak ziemskim, komercyjnym i nieożywionym przedmiocie spowodowały, że dzieło Warhola było tematem rozmów w świecie sztuki. Eksperci nie mogli uwierzyć, że artysta mógł zdegradować sztukę do poziomu wycieczki do pobliskiego sklepu spożywczego. Bycie na językach nie przyniosło Warholowi sukcesu finansowego. Dennis Hopper był pierwszym nabywcą z niewielu chętnych, który kupił jedno z płócien za cenę stu dolarów. Blum zdecydował jednak, że spróbuje zatrzymać 32 obrazy jako spójną serię i odkupił kilka sprzedanych wcześniej sztuk. Warhol, który również uważał swoją pracę za serię obrazów z przyjemnością zgodził się sprzedać ją Blumowi na raty (dziesięć rat po sto dolarów). Był to krok milowy w karierze Warhola. Kiedy wystawa wciąż była czynna, Martha Jackson anulowała kolejny pokaz prac, który miał się odbyć w grudniu 1962 roku w Nowym Jorku.
Wystawę w Ferus Gallery zamknięto 4 sierpnia 1962 roku, dzień przed śmiercią Marilyn Monroe. Po tym wydarzeniu Warhol kupił materiał reklamowy z filmu Niagara, w którym występowała. Później przyciął go i wykorzystał do stworzenia jednej z najpopularniejszych prac – obrazu Marilyn. Warhol nie przestał malować przedmiotów związanych z kulturą pop-artu takich jak puszek z kawą firmy Martinson, butelek Coca-Coli, zielonych kuponów Sperry and Hutchinson czy puszek z zupą firmy Campbell, jednak wkrótce znany był jako artysta, który malował gwiazdy. W październiku 1963 roku, ponownie w galerii Bluma, wystawił dwa obrazy przedstawiające Elvisa Presleya i Liz Taylor. Przyjęcie z tej okazji wydali jego wielbiciele – Dennis Hopper wraz z ówczesną żoną Brooke Hayward.
Warhol nie pozostawił żadnych wskazówek dotyczących kolejności, w jakiej powinny wisieć jego prace, dlatego Muzeum Sztuki Nowoczesnej (MoMA) zdecydowało się uporządkować płótna chronologicznie, według smaków, które wprowadzał producent Campbell Soup Company – serię rozpoczyna puszka z napisem „Tomato”. Taki układ muzeum zaprezentowało po raz pierwszy w 1897 roku. W kwietniu 2011 roku kuratorzy wystawy postanowili wprowadzić niewielką zmianę: na pierwszym miejscu umieścili płótno z puszką „Clam Chowder”, a płótno z napisem „Tomato” przesunęli na koniec czwartego rzędu.

## Motywy
Istnieje kilka zabawnych historii wyjaśniających, dlaczego Warhol wybrał właśnie puszki z zupą firmy Campbell jako główny motyw swojej popartowej sztuki. Jednym z powodów było znalezienie nowego tematu po tym, jak porzucił tworzenie komiksów, co było wyrazem szacunku dla wytwornych prac Roya Lichtensteina. Według Teda Careya, który był asystentem Warhola w latach 50., kiedy ten zajmował się sztuką reklamy, pomysł namalowania zarówno puszek z zupą, jak i banknotów jednodolarowych zaproponowała Muriel Latow.
Była ona w tamtym czasie początkującą dekoratorką wnętrz i właścicielką galerii sztuki Latow Art Gallery w dzielnicy Upper East Side na Manhattanie. Latow powiedziała Warholowi, że powinien namalować „coś, co widzi każdego dnia i co każdy by rozpoznał. Coś na wzór puszek z zupą Campbella.” Ted Carey, świadek tej rozmowy, twierdzi, że Warhol w odpowiedzi wykrzyczał: „Fantastyczny pomysł”. Według Careya następnego dnia Warhol wybrał się do supermarketu i kupił walizkę pełną „puszek z zupami o każdym smaku”, które Carey widział w mieszkaniu artysty dzień później. W 1963 roku krytyk sztuki G.R.Swenson zapytał Warhola, dlaczego namalował puszki z zupą. Warhol odpowiedział mu: „Kiedyś pijałem te zupy. Każdego dnia przez 20 lat jadłem je na lunch.”
Według innej relacji Latow zapytała Warhola, co kocha najbardziej i kiedy artysta odpowiedział „pieniądze”, zasugerowała mu, żeby namalował banknoty jednodolarowe. Latow miała też doradzić Warholowi, że poza pieniędzmi, powinien namalować coś bardzo prostego, jak na przykład puszki z zupą Campbella.
W wywiadzie z 1985 roku dla londyńskiego magazynu The Face David Yarritu zapytał Warhola o kwiaty, które robiła jego matka z blaszanych puszek. To właśnie te kwiaty wymienia Warhol jako jeden z powodów namalowania pierwszego obrazu z puszkami:

David Yarritu: Słyszałem, że twoja matka robiła takie małe blaszane kwiatki i sprzedawała je, żeby cię wesprzeć na początku kariery.
Andy Warhol: O Boże, to prawda, te kwiatki robiła z puszek po owocach, dlatego też mój pierwszy obraz przedstawia puszki (…). Do zrobienia takich kwiatków potrzebna była blaszana puszka, im większa, tym lepiej. Odpowiednia była taka duża puszka w rozmiarze rodzinnym po brzoskwiniach. Puszkę tnie się nożyczkami na kawałki – to naprawdę łatwe. Potem, po prostu robi się z tych kawałków kwiatki. Moja matka zawsze miała pełno puszek, znalazły się tam nawet puszki po zupie.

Według kilku historii Warhol wybrał puszki, ponieważ odzwierciedlały jego gorliwe przywiązanie do zup firmy Campbell. Robert Indiana powiedział kiedyś: „Znałem Andy’ego bardzo dobrze. Namalował puszki z zupą, ponieważ bardzo lubił zupę”. Myślano, że artysta skupił się na puszkach z zupą, ponieważ była ona podstawowym produktem żywieniowym. Według innych Warhol malował tylko te przedmioty, które były bliskie jego sercu. Uwielbiał jeść zupy Campbella, zasmakował w Coca-Coli, kochał pieniądze i podziwiał gwiazdy filmowe – wszystko to stało się tematem jego prac. Według innej relacji jego lunche w pracowni składały się z zupy Campbella i Coca-Coli, a na jego biurku piętrzyły się puste puszki i butelki, które go zainspirowały.
Warhola nie łączyły żadne relacje biznesowe z Campbell Soup Company. W tym czasie cztery na pięć puszek z zupą sprzedawanych w USA było produkcji Campbella, jednak Warhol nie chciał, by producent się zaangażował, „ponieważ jakiekolwiek związki handlowe oznaczyłyby utratę przesłania”. W 1965 roku producent znał Warhola na tyle dobrze, że dostał on etykiety z prawdziwych puszek i wykorzystał je jako zaproszenia na wystawę. Producent sławnej zupy zamówił nawet u niego jeden obraz.

## Przesłanie
Warhol miał pozytywną opinię na temat kultury masowej i czuł, że ekspresjonizm abstrakcyjny zadał sobie wiele trudu z ignorowaniem splendoru nowoczesności. Puszki z zupą firmy Campbell, wraz z innymi seriami obrazów, były szansą na wyrażenie tej pozytywnej opinii o tamtejszej kulturze. Jednak jego beznamiętny styl pozbawiony był komentarza emocjonalnego czy społecznego. Warhol chciał, aby jego dzieło było bezosobowe i nie zawierało osobistej ekspresji. Jego opinię przedstawia w skrócie cytat: „(…) grupa malarzy doszła do wspólnego wniosku, że kiedy większość banalnych i ordynarnych przedmiotów związanych ze współczesną cywilizacją przeniesie się na płótno, mogą się one stać Sztuką.”
Jego popkulturowe prace różniły się od seryjnych kompozycji takich artystów jak Monet, który używał ich do przedstawiania wyrobionej percepcji i ukazania, że malarz może odtwarzać zmiany w czasie, świetle, porze roku i pogodzie, używając do tego jedynie swojej wprawnej ręki i oka. Warhol uważany jest za przedstawiciela ery komercjalizacji i masowej „identyczności”. Kiedy pokazał wariację na temat puszek z zupą nie była ona „realistyczna”. Jego późniejsze wersje były niemalże parodią wyrobionej percepcji. Przyjęcie pseudoprzemysłowego procesu druku sitowego przemawiało przeciwko wykorzystania serii obrazów do zaprezentowania subtelności. Warhol usiłował odrzucać wynalazki i nowości techniczne, dlatego też jego praca wygląda, jakby była wydrukowana. Tak naprawdę artysta systematycznie odtwarzał wszelkie niedoskonałości. Dzięki serii obrazów z puszkami udało mu się uciec przed zagrażającym cieniem Lichtensteina. Chociaż puszki nie były tak szokujące i ordynarne, jak inne prace z wczesnego okresu twórczości, urażały one wrażliwość świata sztuki, która rozwinęła się, aby uczestniczyć w intymnych emocjach wyrazu artystycznego.
W przeciwieństwie do zmysłowego kosza z owocami Caravaggia, miękkich brzoskwiń Chardina czy pełnej życia kompozycji jabłek Cézanne’a, przyziemne Puszki z zupą firmy Campbell przyprawiły świat sztuki o dreszcze i stały się tematem rozmów dla tych, którzy nawet nie widzieli pracy. Co więcej, pomysł wyróżnienia nadzwyczaj rozpoznawalnych przedmiotów popkultury można powiązać z minimalizmem, gdyż próbuje on przedstawić przedmioty w najprostszej i rozpoznawalnej formie. Pop-art wyklucza podteksty i niedomówienia, które wymagałyby interpretacji.
Warhol zmienił pojęcie doceniania sztuki. Zamiast harmonicznej, trójwymiarowej kompozycji, wybrał mechaniczne pochodne ilustracji reklamowych, skupiając się na opakowaniach. Jego wariacje, między innymi na temat puszek z zupą sprawiły, że proces powielania stał się docenianą techniką: „Jeśli weźmie się puszki z zupą Campbella i powieli się je pięćdziesiąt razy, nie jest się już zainteresowanym obrazem. Według Marcela Duchampa człowiek interesuje się wtedy pomysłem umieszczenia pięćdziesięciu puszek na płótnie.” Uporządkowane i wielokrotne przedstawianie puszki stało się niemalże abstrakcją, gdzie panorama jest ważniejsza od detalu. W pewnym sensie obraz był ważniejszy od tego, co prezentował. Zainteresowanie Warhola tworzeniem na podobieństwo maszyny we wczesnym okresie jego kariery zostało źle zrozumiane przez świat sztuki, którego system wartości był zagrożony mechanizacją.
W Europie jego praca została odebrana w inny sposób. Wielu ludzi postrzegało ją jako wywrotową i marksistowską satyrę na kapitalizm amerykański. Jeśli nie była wywrotowa, to na pewno uważano ją marksistowską krytykę popkultury. Biorąc pod uwagę apolityczność Warhola, taka interpretacja jest prawdopodobnie błędna. Tak naprawdę bardziej prawdopodobne jest to, że jego popkulturowa sztuka była niczym więcej jak przyciągnięciem uwagi do jego pracy.
Kiedy media zwróciły uwagę na jego sztukę, Warhol przybrał popkulturowy, młodzieżowy wizerunek, aby uzupełnić przesłanie swoich prac. Zanurzył się w popkulturze, występując w programach rockandrollowych i udzielając wywiadów w czasopismach. Podczas gdy poprzedni artyści wykorzystywali powielanie prac do manifestowania swoich umiejętności w malowaniu wariacji, Warhol, zakochując się w tworzeniu ilustracji, połączył „powielanie” z „monotonią”.

## Wariacje
Warhol powtórzył sukces pierwszej serii z kilkoma powiązanymi pracami o tematyce puszek z zupą Campbella. Wszystkie prace zbiorczo nazywane są puszkami z zupą firmy Campbell lub po prostu puszkami z zupą Campbella. Późniejsze prace są bardzo różnorodne – ich wysokość sięga od 51 cm do 1,8 m, a puszki wyglądają jakby były świeżo wyprodukowane. Czasami Warhol przedstawiał je ze zniszczonymi lub odklejającymi się etykietami, pozgniatanymi ściankami czy otwartymi wiekami. Innym razem domalowywał powiązane z puszkami przedmioty, na przykład miskę zupy czy otwieracz. Zdarzały się też przypadki, że malował przedmioty, jak na przykład Campbell’s Tomato Juice Box (pol. Karton z sokiem pomidorowym firmy Campbell), na których nie pojawiały się puszki – nie stanowią one serii, ale należą do tego samego zakresu tematycznego. Wiele z tych prac powstało w atelier Warhola „The Factory” (pol. Fabryka).
Irving Blum udostępniła serię trzydziestu dwóch płócien za porozumieniem z Narodową Galerią Sztuki (ang. National Gallery of Art) w Waszyngtonie, wypożyczając ją na stałe dwa dni przed śmiercią Warhola. Obecnie oryginał Puszek z zupą firmy Campbell jest częścią stałej wystawy w Muzeum Sztuki Nowoczesnej, natomiast obraz Campbell’s Soup Cans II (pol. Puszki z zupą Campbell II) w Muzeum Sztuki Współczesnej (ang. Museum of Contemporary Art) w Chicago. Praca z 1962 roku zatytułowana 200 Campbell’s Soup Cans (pol. 200 puszek z zupą firmy Campbell) (akryl na płótnie, 183 × 254 cm) znajduje się w prywatnej kolekcji Johna i Kimiko Powersów – jest to największy obraz przedstawiający puszki z zupą Campbella. Składa się on z dziesięciu rzędów i dwudziestu kolumn puszek z zupą o rozmaitych smakach. Eksperci podkreślają, że jest to jedna z najbardziej znaczących prac pop-artu zarówno jako reprezentacja kultury masowej, jak i łącznik z poprzednikiem Jasperem Johnsem oraz następującymi nurtami minimalizmu i konceptualizmu. Najwcześniejszym obrazem przedstawiającym puszkę z zupą wydaje się być Campbell’s Soup Can (Tomato Rice) (pol. Puszka z zupą firmy Campbell (pomidorowa z ryżem)) z 1960 roku (farba, tempera, kredka i farby olejne na płótnie).
W wielu pracach, włączając w to pierwszą serię, Warhol drastycznie uprościł złoty medalion, który pojawia się na środku etykiety. Zamiast pary symbolicznych figur umieścił na puszcze żółty krążek. W większości wariacji jedynym wyznacznikiem trójwymiarowości jest cieniowanie na wieku. Bez tego puszka wydaje się płaska. Prace, na których puszki mają podartą etykietę, uważane są za metaforę życia, gdyż nawet hermetycznie zamykane jedzenie doczeka swego końca. Wariacje na temat puszek z zupą często opisywane są jako ekspresjonistyczne.
W 1970 roku Warhol ustanowił rekord sprzedaży w przodującym amerykańskim domu aukcyjnym Parke-Bernet (później kupionym przez dom aukcyjny Sotheby’s). Jego dzieło z 1962 roku, Big Campbell’s Soup Can with Torn Label (Vegetable Beef) (pol. Duża puszka z zupą firmy Campbell z podartą etykietą (warzywa z wołowiną)), osiągnęło kwotę sześćdziesięciu tysięcy dolarów. Rekord ten pobił kilka miesięcy później jego rywal w walce o uwagę i uznanie świata sztuki, Lichtenstein, który sprzedał obraz z 1965 roku zatytułowany Big Painting No. 6 (pol. Wielkie malowidło nr 6) przedstawiający olbrzymie pociągnięcie pędzla za siedemdziesiąt pięć tysięcy dolarów.
W maju 2006 roku praca Warhola z 1962 roku zatytułowana Small Torn Campbell Soup Can (Pepper Pot) (pol. Mała zniszczona puszka z zupą firmy Campbell (flaki)) została sprzedana za 11 776 000 dolarów i ustanowiła światowy rekord ceny dzieła związanego z popularnymi puszkami. Obraz trafił do kolekcji Elego Broada, który już raz ustanowił rekord najwyższej transakcji dokonanej kartą kredytową, kiedy kupił obraz Lichtensteina I … I’m Sorry (pol. Przepraszam) za 2,5 miliona dolarów, korzystając z karty American Express. Rekord Warhola został ustanowiony podczas aukcji wiosennej w domu aukcyjnym Christie’s, podczas której licytowano prace impresjonistów, modernistów, artystów z okresu powojennego i malarzy współczesnych.
Szeroki wybór prac tworzonych przy użyciu na wpół zmechanizowanego procesu i przy pomocy współpracowników, popularność Warhola, wartość i rozmaitość jego prac na różnorodnych środkach przekazu i różnorodność gatunków spowodowały, że zaistniała potrzeba utworzenia komisji Andy Warhol Art Authentication Board, która odpowiedzialna jest za potwierdzanie autentyczności prac Warhola.

## Podsumowanie
Tworzenie prac z puszkami zupy Campbella przechodziło trzy odrębne okresy. Podczas pierwszego okresu (1962 rok) Warhol stworzył realistyczne obrazy i niezliczone szkice o tematyce puszek. W 1965 roku artysta powrócił do tej tematyki, arbitralnie zamieniając oryginalną czerwono-białą kolorystykę na inne kolory. W późnych latach 70. po raz kolejny powrócił do puszek z zupą – tym razem bawiąc się w ich odwracanie. Niektórzy ludzie ze świata sztuki uważają, że jego prace stworzone po strzelaninie w 1968 roku, dzień przed zamachem na Roberta F. Kennedy’ego, są mniej znaczące niż te zrobione przed tym wydarzeniem.
Obecnie najlepiej zapamiętanymi pracami Warhola o tematyce puszek z zupą Campbella są te z pierwszego okresu. Ponadto artysta wciąż jest ceniony za popularną serię sitodruków ze znanymi osobistościami: Elvisem Presleyem, Marilyn Monroe, Liz Taylor czy Mao Zedongiem, które stworzył w latach 1962–1964, w okresie druku sitowego. Najczęściej powtarzającymi się obiektami jego prac byli: Taylor, Monroe, Presley, Jackie Kennedy i podobne osobistości. Warhol był nie tylko wybitnym artystą, ale również znanym operatorem filmowym, pisarzem i ilustratorem reklamowym. Stał się także artystą, który ma największą pośmiertną wystawę swoich prac w Stanach Zjednoczonych. Wiele wystaw Warhola zawiera materiał filmowy, który jest owocem jego reżyserskich starań (film zatytułowany ANDY WARHOL/SUPERNOVA: Stars, Deaths, Disasters nakręcony w latach 1962–1964 puszczany był w Muzeum Sztuki Współczesnej od 18 marca do 18 czerwca 2006 roku). Według niektórych ludzi malarskie dokonania Warhola wypadają blado na tle jego dokonań filmowych. Inni twierdzą, że nie był najzdolniejszym artystą tamtych czasów. Niemniej jednak, jego technikę naśladowało kilku innych szanowanych artystów, a jego prace wciąż osiągają zawrotne ceny.